# Drupal
Drupal és un sistema de gestió de continguts de programari lliure per crear aplicacions web. El seu sistema de mòduls, la seva API i la seva capacitat de configuració permeten crear tota mena de portals web (portals corporatius, comerç electrònic, xarxes socials, intranets, blogs, fòrums, galeries de fotos o vídeos, wikis) amb un temps reduït de desenvolupament.
La comunitat Drupal és una comunitat molt activa i extensa. Organitza diferents esdeveniments arreu del món durant tot l'any. Està escrit principalment amb el llenguatge de programació PHP sent fidel a la programació estàndard i segura. Drupal és conegut per ser utilitzat en llocs tan populars com la Casa Blanca, The economist o PuntBarra, per esmentar-ne només uns quants.

## Història
Va ser escrit en un inici per Dries Buytaert per a BBS com un motor per a blogs. El 2001 es va convertir en un projecte de codi obert. D'ençà del seu naixement, Drupal ha adquirit moltes més característiques gràcies a una arquitectura flexible, que any rere any va guanyant potència i adeptes i cada cop s'utilitza en més projectes.

### El nom
Drupal és l'ortografia anglesa per al que els neerlandesos pronuncien com a 'druppel', que vol dir gota ('drop' en anglès). El nom es va agafar del lloc web Drop.org (ara difunt), el codi del qual lentament es va convertir en Drupal. Dries de fet volia anomenar el lloc 'dorp' (que en neerlandès vol dir 'poble', referint-se als seus aspectes de comunitat), però es va equivocar quan comprovava el nom de domini i va pensar que sonava millor.

## Nucli
Drupal té una capa bàsica, o nucli, que conté un seguit de característiques que permeten realitzar aplicacions web senzilles. Una de les millores de Drupal 7 és que qualsevol contingut passa a ser una entitat, i aquestes entitats se li poden definir camps de diferent format com camps de text, dates, llistat d'elements, booleans, camp de correu electrònic. La part de definició es pot dur a terme mitjançant la interfície de Drupal, i sense haver d'escriure cap línia de codi.

## Extensió del Nucli
El llistat de mòduls disponibles és força extens i proporciona un ampli ventall de noves característiques. Inclou opcions com fer llistats en diferents formats de qualsevol entitat existent, crear sistemes de comerç electrònic, galeries d'imatges, gestió de llistes de distribució, etc.
Una de les coses més interessants, és que la majoria de mòduls contribuïts, estan pensats per solucionar una funcionalitat existent, i donar el màxim possible d'opcions per configurar. A diferència d'altres sistemes, la comunitat se centra a desenvolupar un sol mòdul, per un sol requeriment, intentant evitar la generació de mòduls amb el mateix objectiu. A part molts dels mòduls estan ja pensats per integrar-se amb altres mòduls, fent que amb un conjunt d'ells es pugui crear una funcionalitat.
Drupal aconsegueix la integració neta entre el nucli i els mòduls mitjançant un sistema de ganxos, o callbacks, per deixar als mòduls introduir funcionalitat a dins de Drupal durant l'execució. El nucli de Drupal proporciona protecció contra molts problemes de seguretat habituals, com la injecció de SQL.

## Comunitat
Drupal.org té una gran comunitat d'usuaris i desenvolupadors amb més d'un milió d'usuaris registrats, dels quals més de 100.000 són actius contribuint. Cada any s'organitzen com a mínim dos esdeveniments a escala mundial (DrupalCon), i arreu del món s'organitzen múltiples esdeveniments i activitats entorn de la comunitat Drupal, siguin DrupalCons, DrupalCamps, DrupalDays o altres variants.
Alguns dels papers més especialitzats que Drupal ha omplert inclouen intranets d'empreses, aules en línia, comunitats d'art i direcció de projectes. Molts senten que el focus de Drupal en la comunitat d'usuaris és el que el fa destacar de la seva competència.

## Distribucions
Drupal permet empaquetar un conjunt de mòduls i configuracions per crear una distribució de programari. Actualment, amb la varietat de mòduls que es poden trobar, existeixen un gran nombre de distribucions de diferents característiques.
- Drupal Commerce permet crear Comerç electrònic.
- Openatrium Arxivat 2013-03-30 a Wayback Machine. Permet crear Intranets.
- Open Social permet crear xarxes socials.
- Botafoc.cat Arxivat 2021-01-28 a Wayback Machine. Incorpora configuració i mòduls extra que el nucli de Drupal no porta.
- Open Restaurant Arxivat 2016-11-29 a Wayback Machine. Permet crear una web d'un restaurant amb reserves.
- Farmos.org Gestiona la teva granja.
- COD permet crear una web entorn d'un esdeveniment amb sessions de ponents.

Drupal va ser la base per a DeanSpace, un sistema de gestió de contingut utilitzat per alimentar molts llocs web independents que van donar suport a la campanya presidencial de 2004 de Howard Dean. Després que la campanya de Dean acabés, el projecte de DeanSpace va créixer i es convertí en CivicSpace, un "poble" basat en Drupal que és "la plataforma organitzadora que utilitza l'acció col·lectiva dins de comunitats i grups remots de seguidors cohesivament connectats."